# Smerinthus
Smerinthus là một chi bướm đêm thuộc họ Sphingidae.

## Các loài
- (Smerinthus atlanticus) - Austaut, 1890
  - Smerinthus atlanticus protai - Speidel & Kaltenbach, 1981
- Smerinthus caecus - Menetries, 1857
- Smerinthus cerisyi - Kirby, 1837
- Smerinthus jamaicensis - (Drury, 1773)
- Smerinthus kindermannii - Lederer, 1853
  - Smerinthus kindermannii gehleni - Eitschberger & Lukhtanov, 1996
  - Smerinthus kindermannii iliensis - Eitschberger & Lukhtanov, 1996
  - Smerinthus kindermannii obsoleta - Staudinger, 1901
  - Smerinthus kindermannii orbata - Grum-Grshimailo, 1890
- Smerinthus minor - Mell, 1937
- Smerinthus ocellata - (Linnaeus, 1758)
- Smerinthus ophthalmica - Boisduval, 1855
- Smerinthus planus - Walker, 1856
- Smerinthus saliceti - Boisduval, 1875
- Smerinthus szechuanus - (Clark, 1938)
- Smerinthus tokyonis - Matsumura, 1921
- Smerinthus visinskasi - Zolotuhin & Saldaitis, 2009

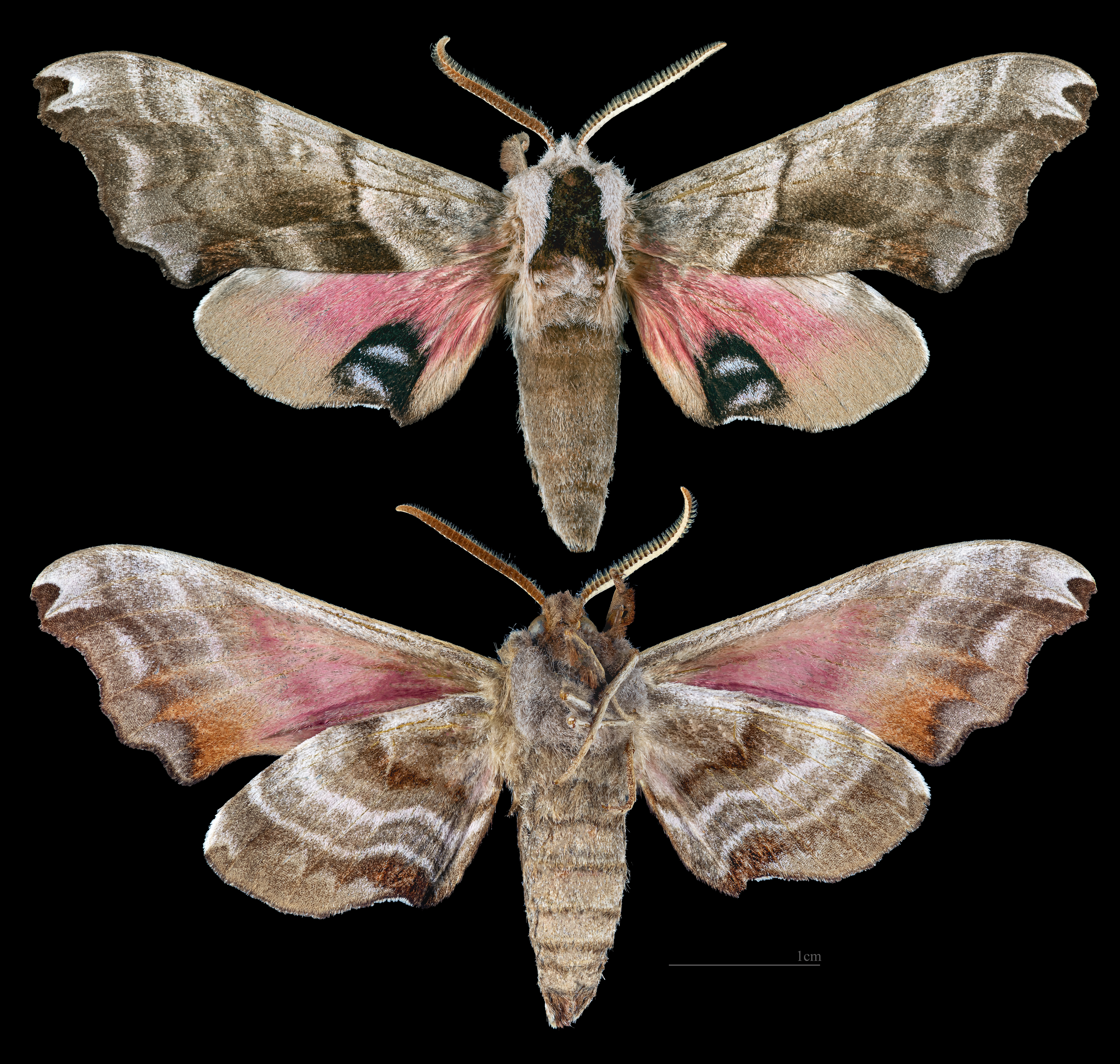
Smerinthus caecus
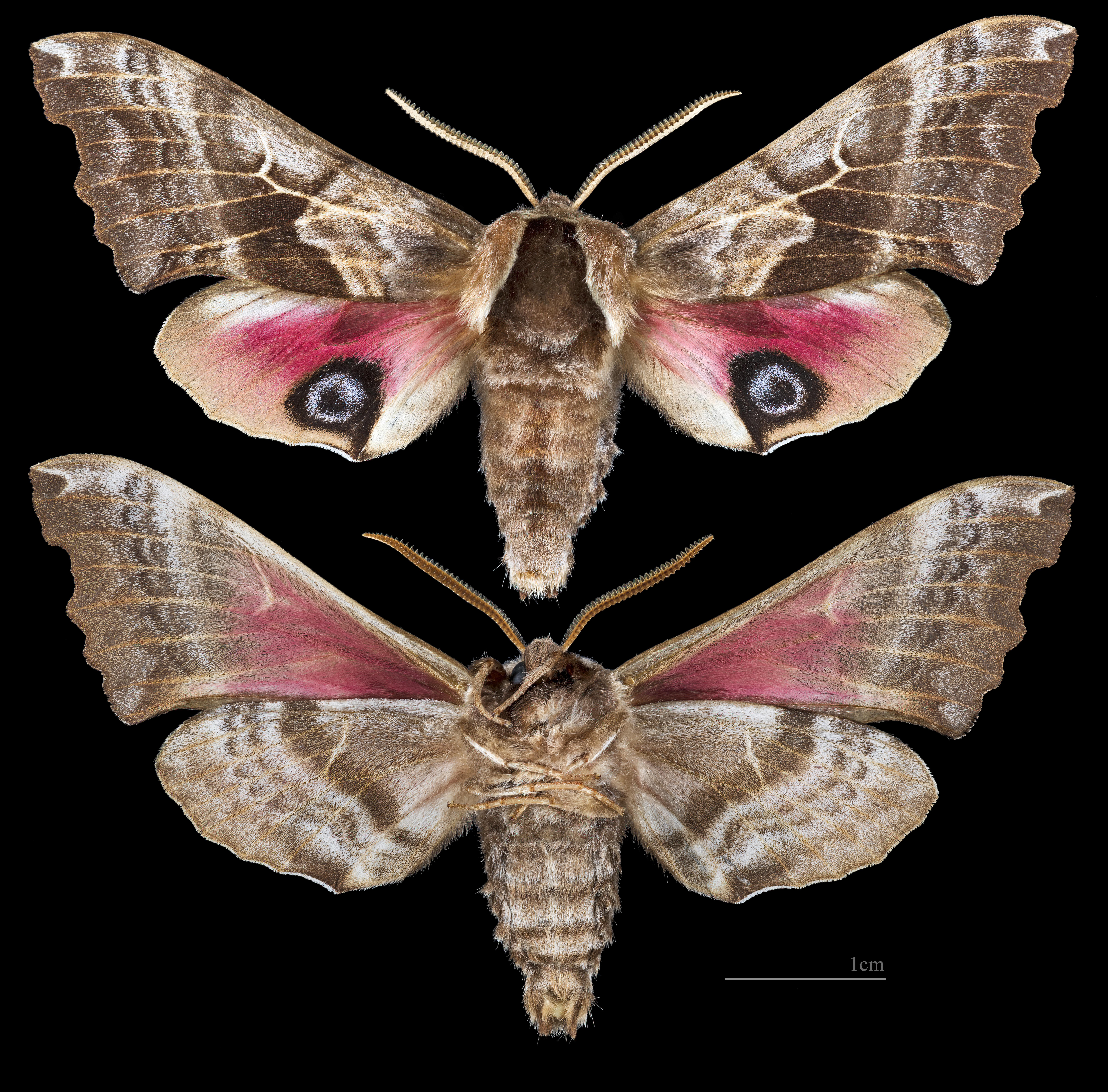
Smerinthus cerisyi
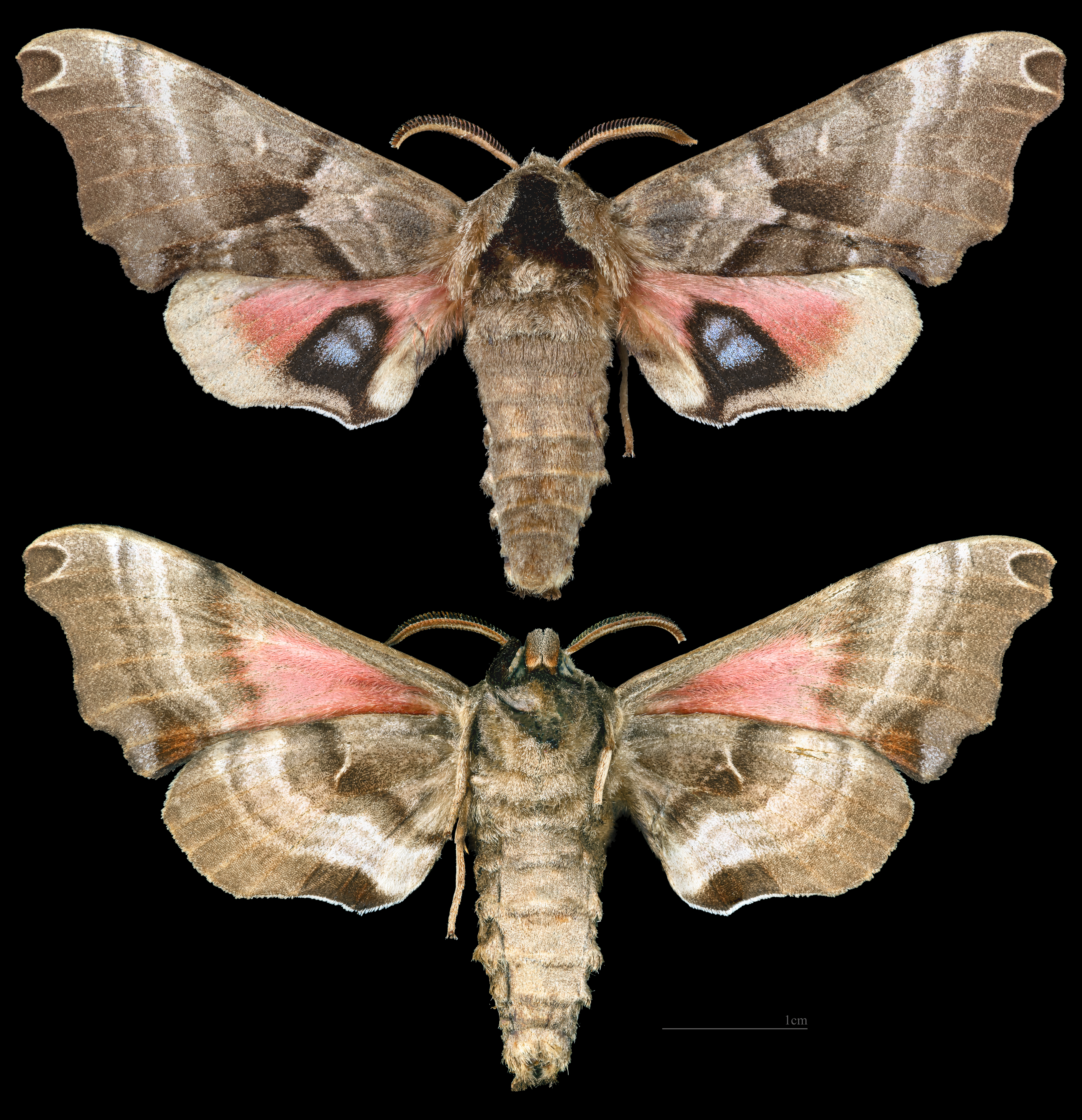
Smerinthus jamaicensis
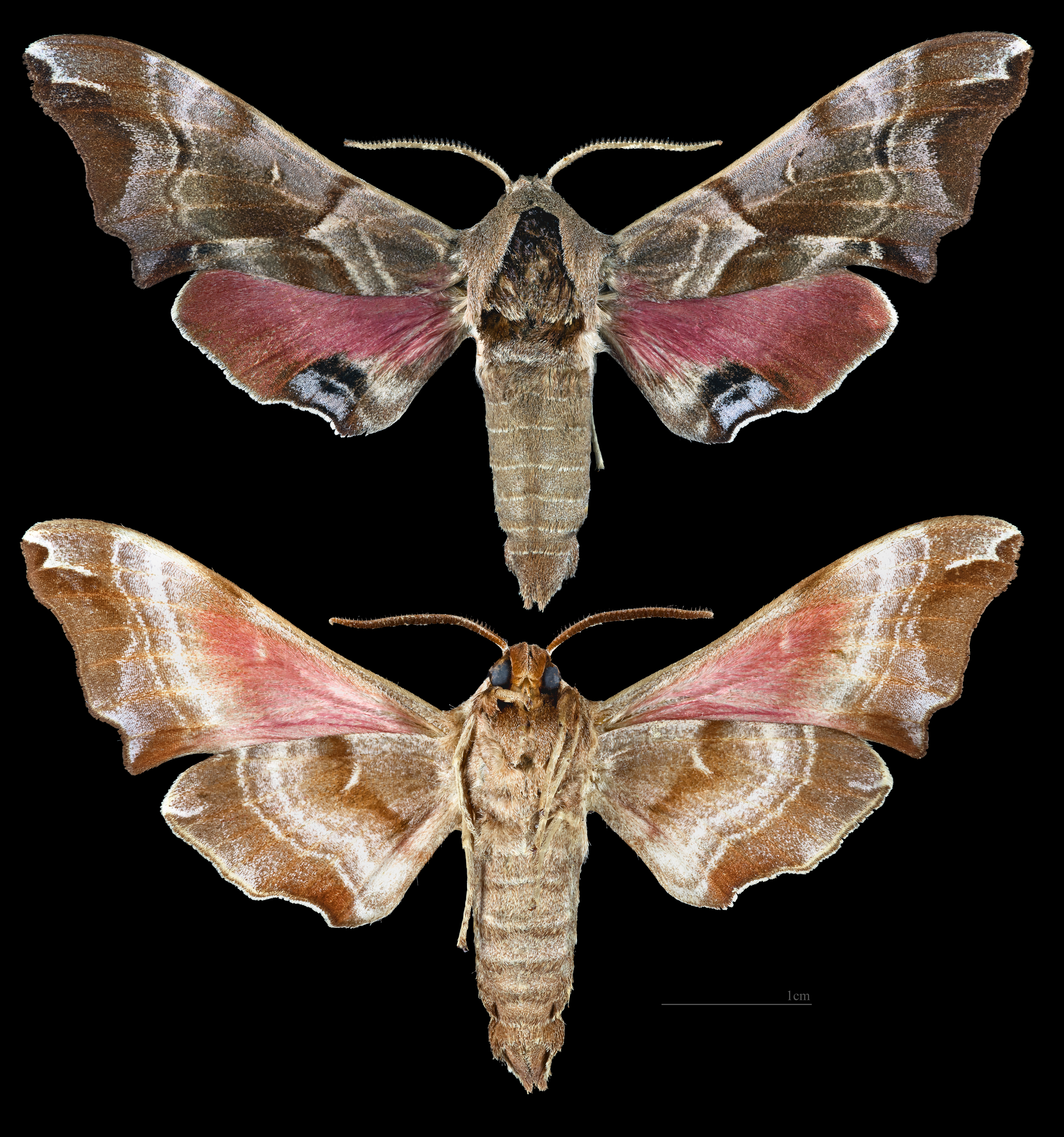
Smerinthus kindermannii
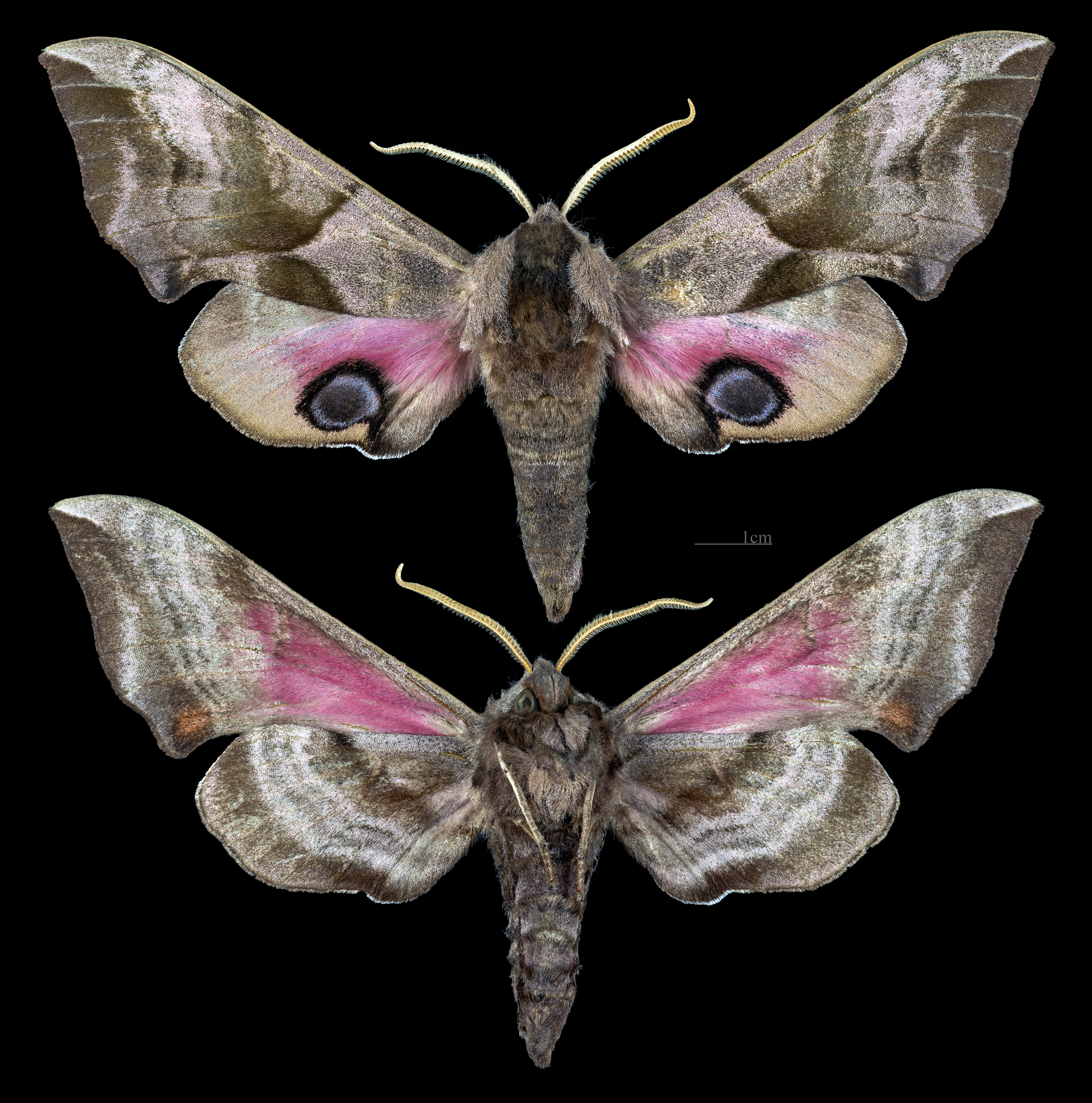
Smerinthus ocellatus
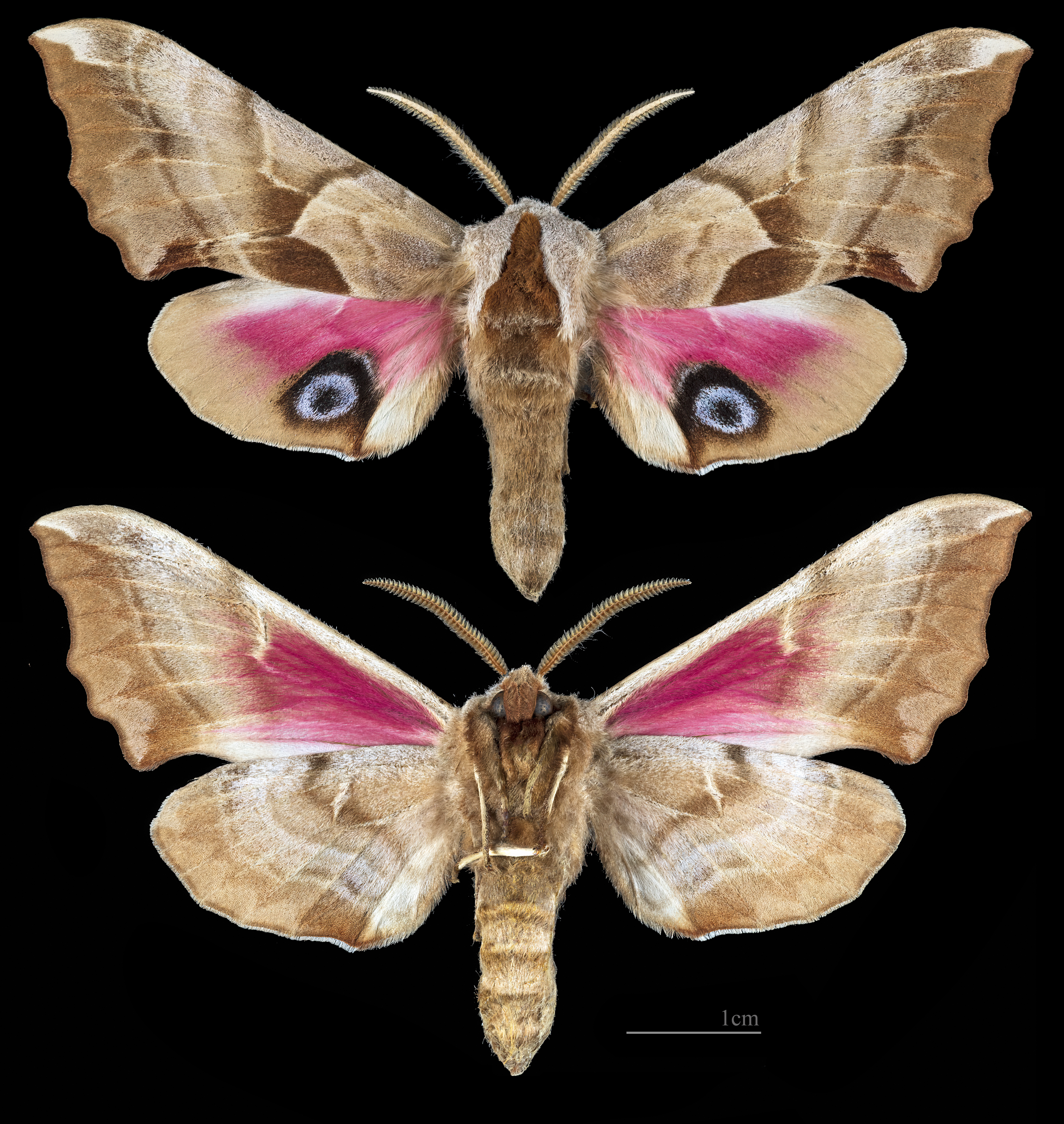
Smerinthus ophthalmica
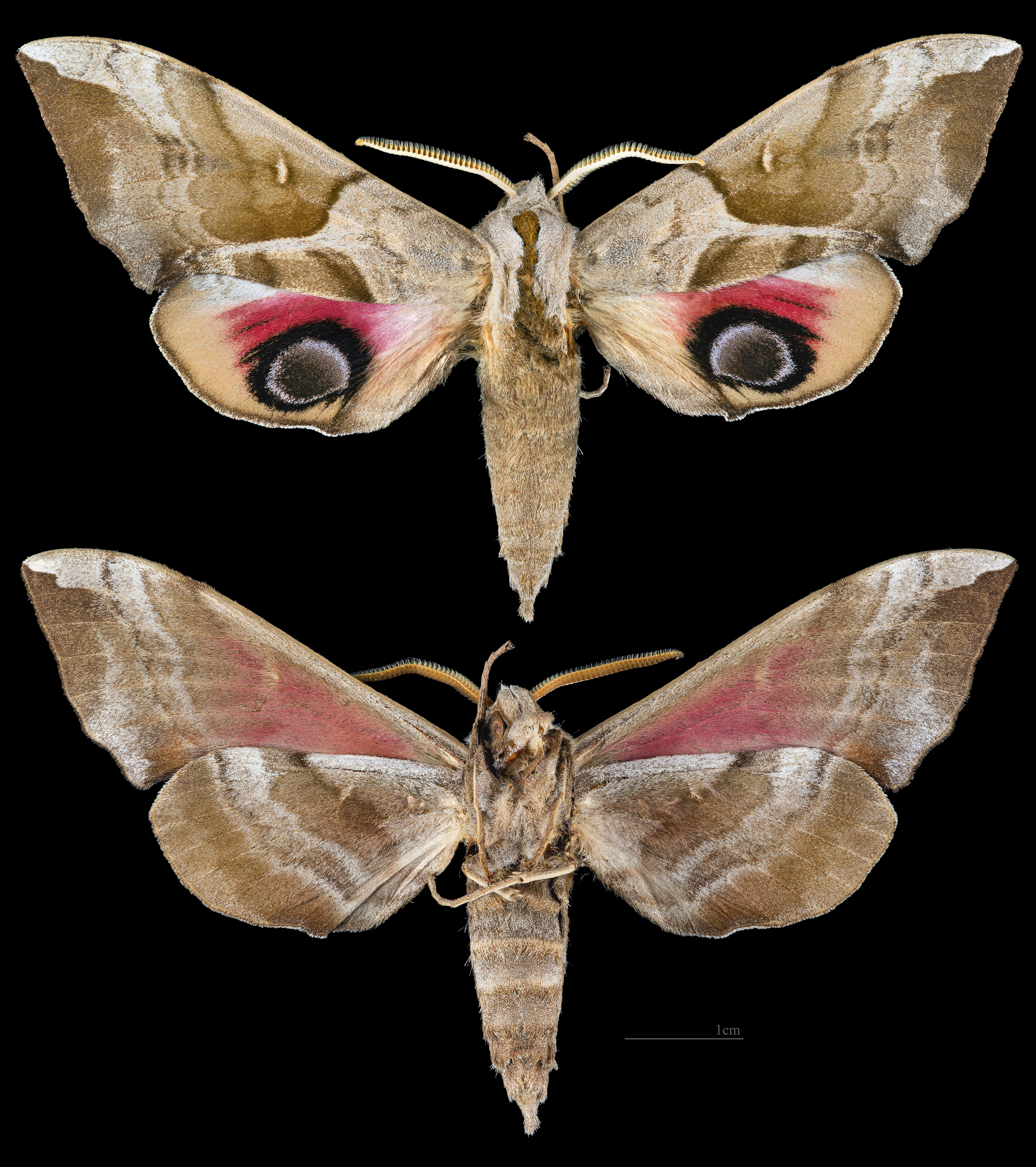
Smerinthus planus
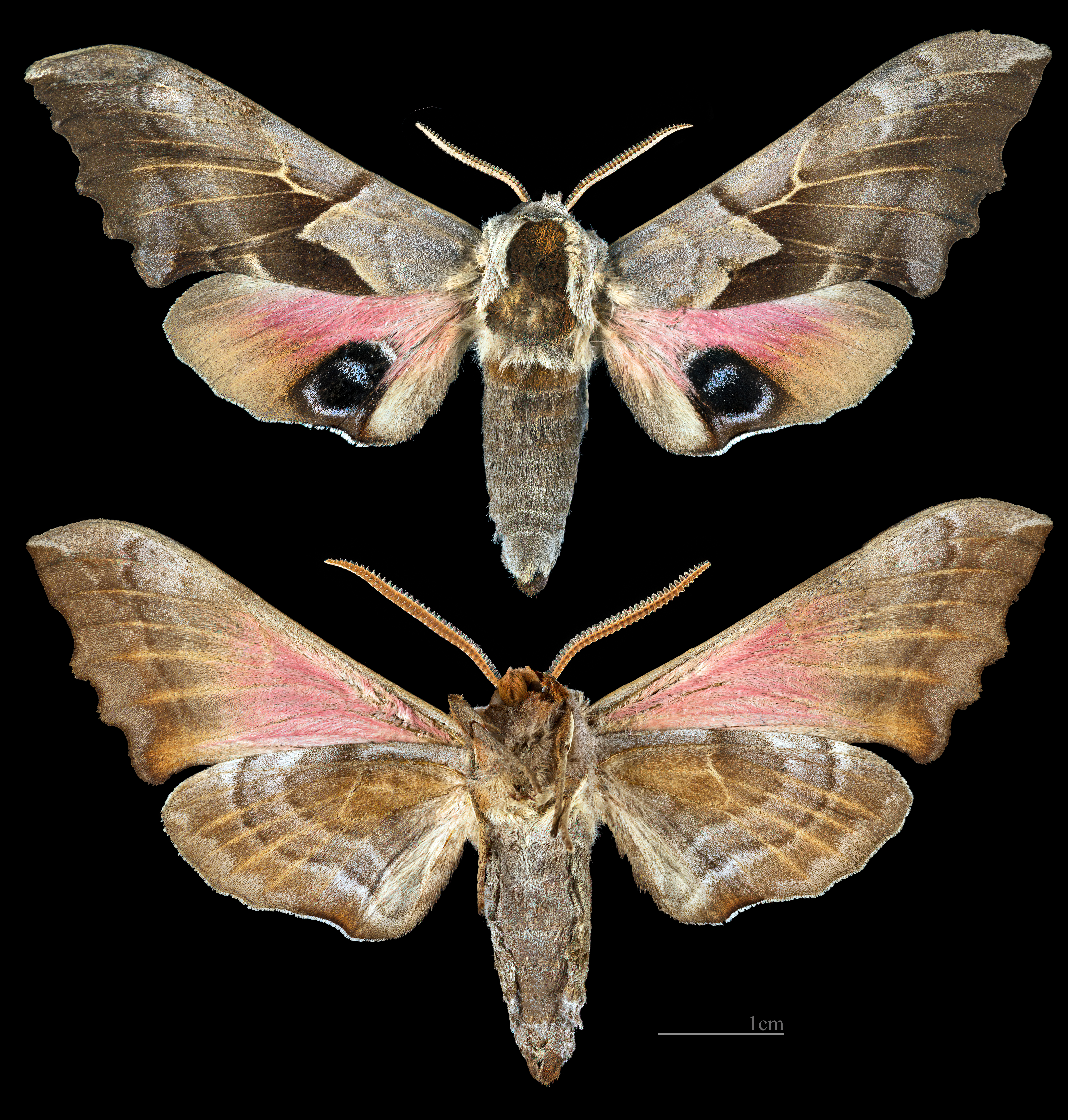
Smerinthus saliceti
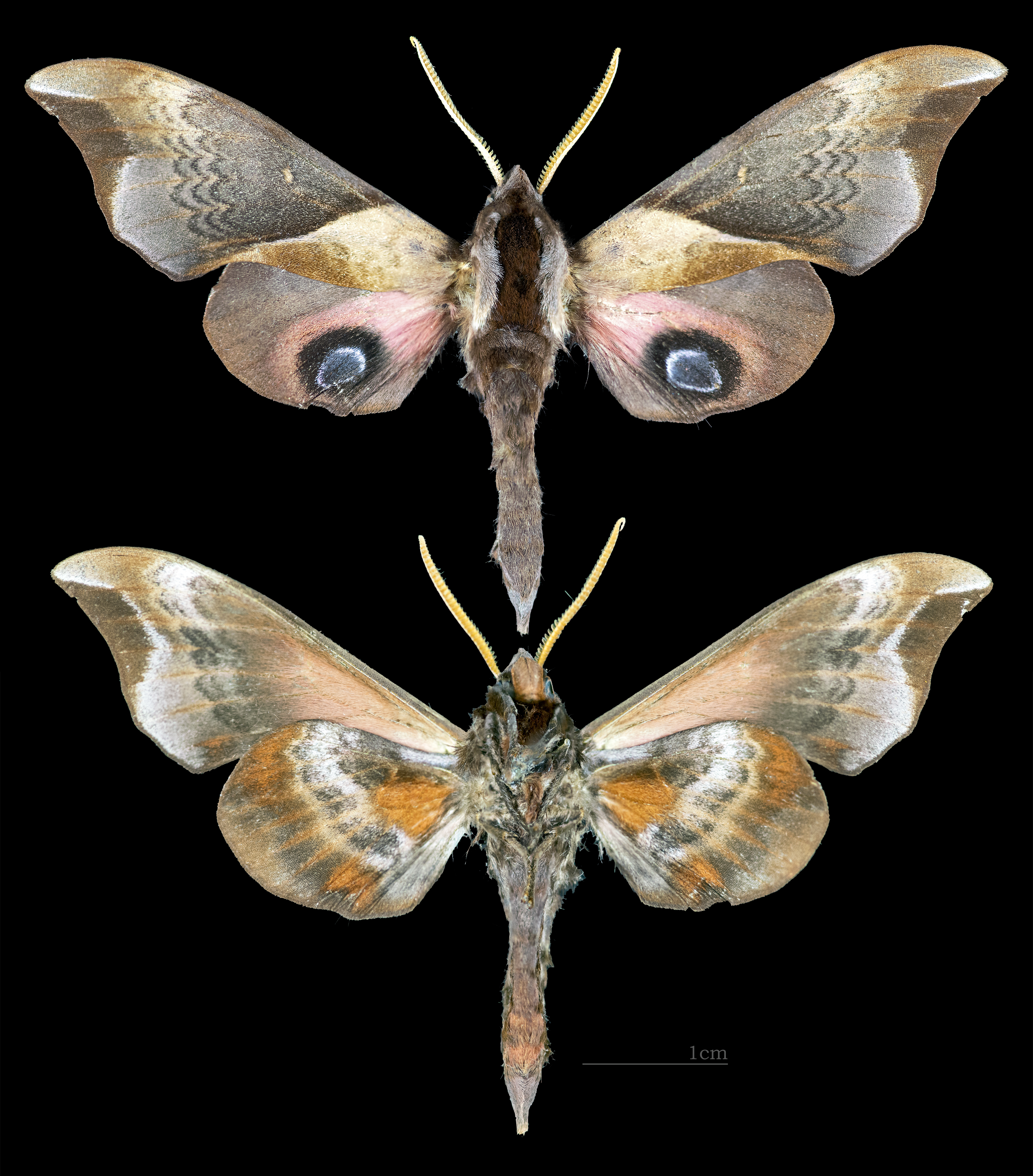
Smerinthus szechuanus
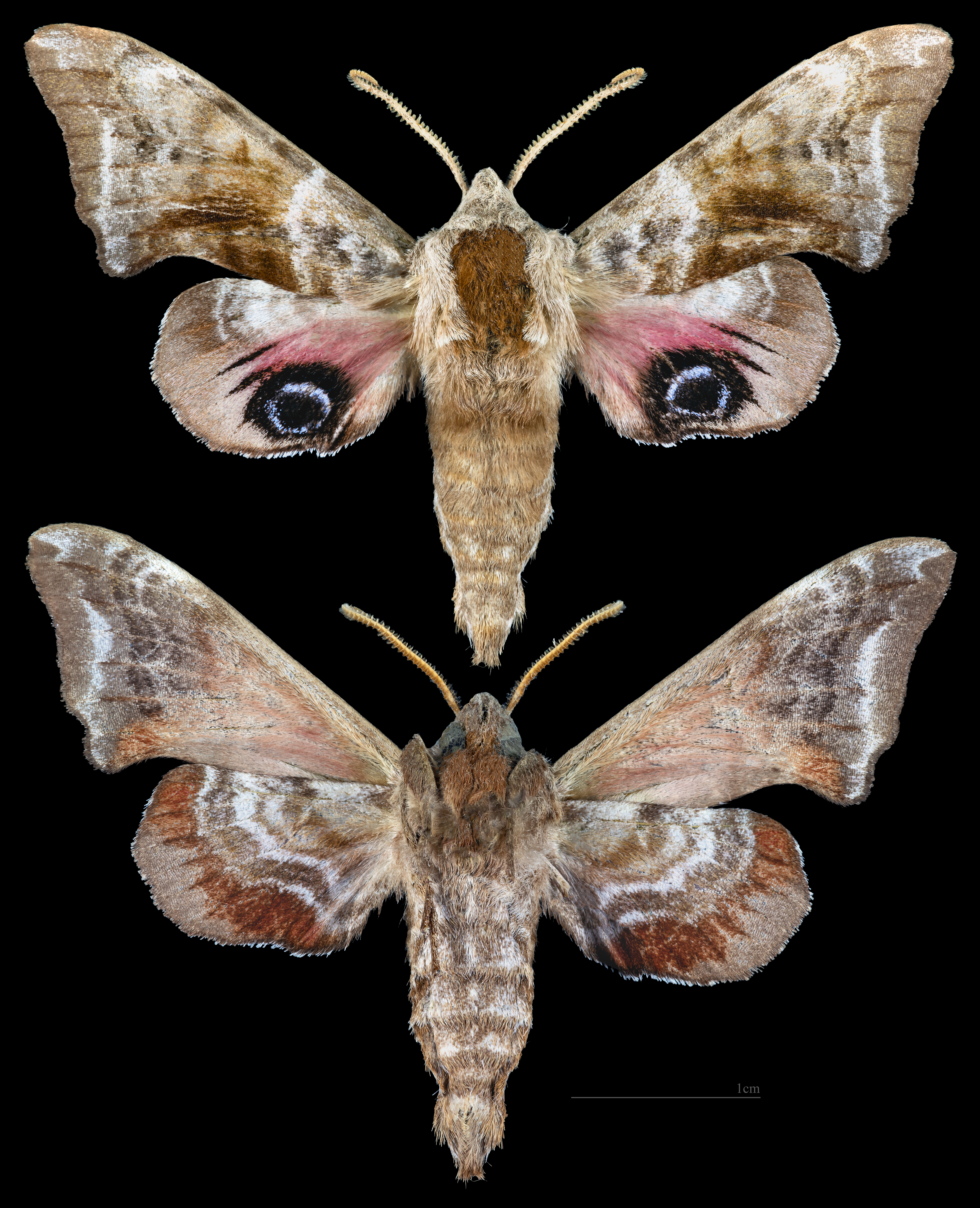
Smerinthus tokyonis